# Валіївка (Сумський район)
Валі́ївка —  село в Україні, у Миколаївській селищній громаді Сумського району Сумської області. Населення становить 110 осіб. До 2016 орган місцевого самоврядування - Верхосульська сільська рада.

## Географія
Село Валіївка розташоване на лівому березі річки Сула, вище за течією на відстані 1.5 км розташоване село Сульське, нижче за течією примикає село Лохня, на протилежному березі - село Верхосулка. На відстані 1 км розташоване село Мукіївка.
Поруч пролягає автомобільний шлях Н07.

## Назва
На територія України 2 населених пункти з назвою Валіївка.

## Історія
- Село постраждало внаслідок геноциду українського народу, проведеного урядом СССР 1923-1933 та 1946-1947 роках.
- 12 червня 2020 року, відповідно до розпорядження Кабінету Міністрів України № 723-р «Про визначення адміністративних центрів та затвердження територій територіальних громад Сумської області», село увійшло до складу Миколаївської селищної громади[1].
- 19 липня 2020 року, в результаті адміністративно-територіальної реформи та ліквідації Білопільського району, село увійшло до складу новоутвореного Сумського району[2].